# برگشورانی
برگشورانی (به مجاری:  Beregsurány) یک منطقهٔ مسکونی در مجارستان است که در ناحیه واشاروشنامنی واقع شده‌است. برگشورانی ۱۶٫۰۰ کیلومتر مربع مساحت و ۶۴۰ نفر جمعیت دارد.